# Pak Tche-song
Pak Tche-song (korejsky 박태성, 14. září 1955) je severokorejský politik. Je místopředsedou Korejské strany práce a v letech 2019 až 2023 předsedou Nejvyššího lidového shromáždění. Dne 29. prosince 2024 byl Pak na závěr výročního valného shromáždění Ústředního výboru Korejské strany práce jmenován premiérem Severní Koreje, čímž nahradil Kim Tok-huna.

## Životopis
Poté, co působil jako člen ústředního výboru Korejské strany práce, stal se kandidátem na člena politbyra strany. V srpnu 2012 se stal místopředsedou ústředního výboru Korejské strany práce. V květnu 2014 se stal odpovědným tajemníkem stranického výboru v Jižním Pchjonganu. V roce 2021 na čas zmizel z veřejného dění Severní Koreje, což vyvolalo spekulace o probíhajících stranických čistkách.[zdroj?] V lednu 2023 bylo potvrzeno, že rezignoval na funkci předsedy Nejvyššího lidového shromáždění a v současné době působí jako člen politického byra Korejské strany práce a tajemník sekretariátu.[zdroj?]